# Grayson County (Virginia)
Grayson County ist ein County im Bundesstaat Virginia der Vereinigten Staaten. Bei der Volkszählung im Jahr 2020 hatte das County 15.333 Einwohner und eine Bevölkerungsdichte von 13,4 Einwohner pro Quadratkilometer. Der Verwaltungssitz (County Seat) ist Independence. Das County gehört zu den Dry Countys, was bedeutet, dass der Verkauf von Alkohol eingeschränkt oder verboten ist.

## Geographie
Grayson County liegt im Südwest von Virginia, grenzt im Süden an North Carolina sowie an Tennessee und hat eine Fläche von 1155 Quadratkilometern, wovon acht Quadratkilometer Wasserfläche sind. Es grenzt im Uhrzeigersinn an folgende Countys: Smyth County, Wythe County, Carroll County und Washington County.

## Geschichte
Gebildet wurde es 1793 aus Teilen des Wythe County und des Patrick County. Benannt wurde es nach dem US-Senator und Mitglied des Kontinentalkongresses William Grayson.

## Demografische Daten

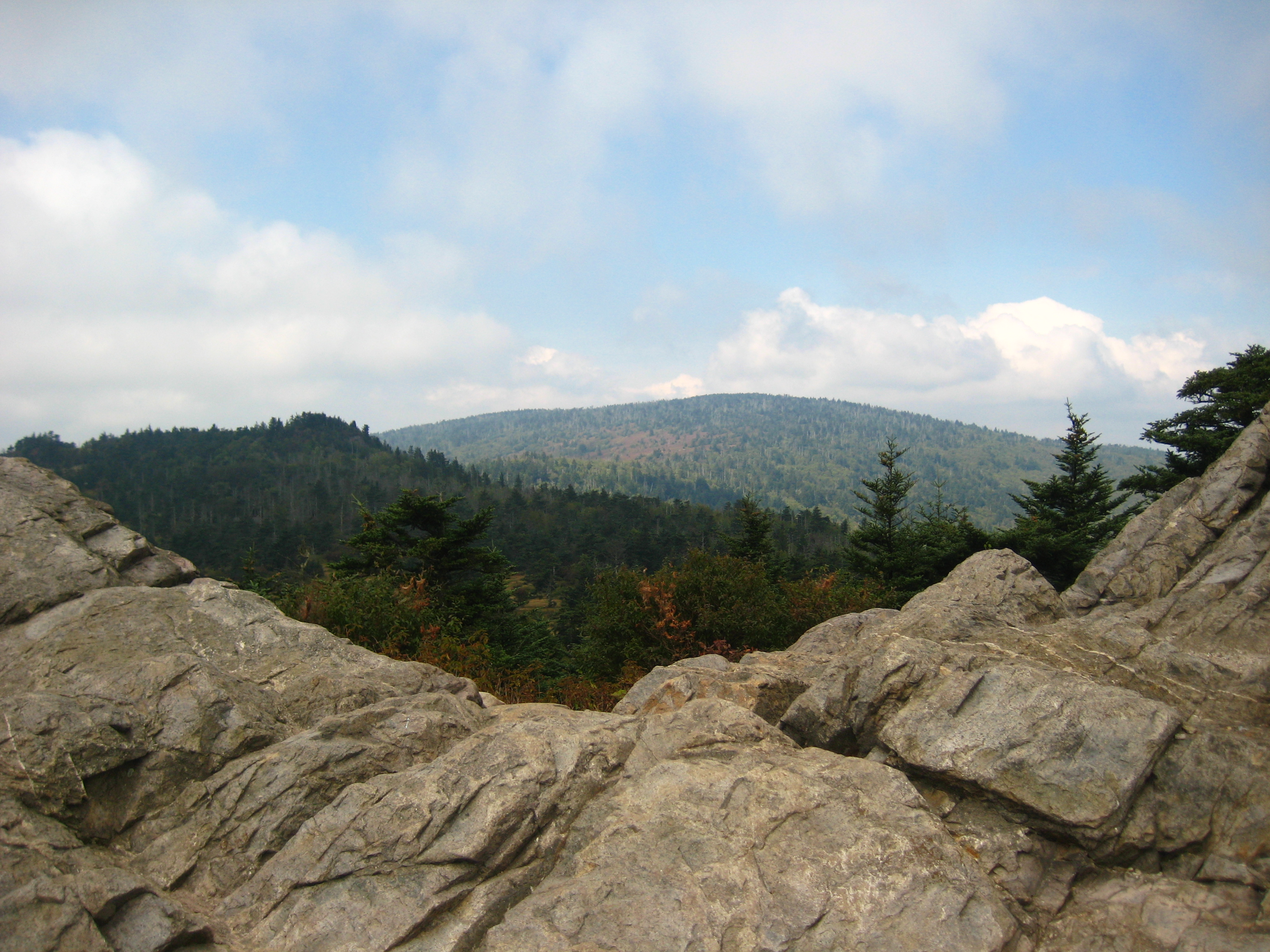
Mount Rogers National Recreation Area, Teil des George Washington and Jefferson National Forests

Alterspyramide des Grayson County

Nach der Volkszählung im Jahr 2000 lebten im Grayson County 17.917 Menschen in 7.259 Haushalten und 5.088 Familien. Die Bevölkerungsdichte betrug 16 Einwohner pro Quadratkilometer. Ethnisch betrachtet setzte sich die Bevölkerung zusammen aus 91,70 Prozent Weißen, 6,79 Prozent Afroamerikanern, 0,12 Prozent amerikanischen Ureinwohnern, 0,07 Prozent Asiaten, 0,03 Prozent Bewohnern aus dem pazifischen Inselraum und 0,70 Prozent aus anderen ethnischen Gruppen; 0,60 Prozent stammten von zwei oder mehr Ethnien ab. 1,55 Prozent der Bevölkerung waren spanischer oder lateinamerikanischer Abstammung.
Von den 7.259 Haushalten hatten 26,4 Prozent Kinder und Jugendliche unter 18 Jahre, die bei ihnen lebten. 57,6 Prozent waren verheiratete, zusammenlebende Paare, 8,5 Prozent waren allein erziehende Mütter, 29,9 Prozent waren keine Familien, 26,8 Prozent waren Singlehaushalte und in 12,9 Prozent lebten Menschen im Alter von 65 Jahren oder darüber. Die Durchschnittshaushaltsgröße betrug 2,31 und die durchschnittliche Familiengröße lag bei 2,77 Personen.
Auf das gesamte County bezogen setzte sich die Bevölkerung zusammen aus 19,5 Prozent Einwohnern unter 18 Jahren, 7,6 Prozent zwischen 18 und 24 Jahren, 29,8 Prozent zwischen 25 und 44 Jahren, 26,2 Prozent zwischen 45 und 64 Jahren und 16,9 Prozent waren 65 Jahre alt oder darüber. Das Durchschnittsalter betrug 40 Jahre. Auf 100 weibliche Personen kamen 107,7 männliche Personen. Auf 100 Frauen im Alter von 18 Jahren oder darüber kamen statistisch 109,7 Männer.

Das jährliche Durchschnittseinkommen eines Haushalts betrug 28.676 USD, das Durchschnittseinkommen der Familien betrug 35.076 USD. Männer hatten ein Durchschnittseinkommen von 24.126 USD, Frauen 17.856 USD. Das Prokopfeinkommen betrug 16.768 USD. 10,0 Prozent der Familien und 13,6 Prozent der Bevölkerung lebten unterhalb der Armutsgrenze. Davon waren 18,8 Prozent Kinder oder Jugendliche unter 18 Jahre und 16,3 Prozent waren Menschen über 65 Jahre.